# Diskriminacija
Diskriminacija pomeni neenako obravnavanje posameznika oz. posameznice v primerjavi z nekom drugim zaradi narodnosti, rase, etničnega porekla, spola, zdravstvenega stanja, invalidnosti, jezika, verskega prepričanja, starosti, spolne usmerjenosti, izobrazbe, gmotnega stanja, družbenega položaja ali katerekoli druge osebne okoliščine.
Diskriminacija je ravnanje, ki ogroža, omejuje ali onemogoča prizadevanje, uresničevanje ali uveljavljanje človekovih pravic in temeljnih svoboščin.
O neposredni diskriminaciji govorimo takrat, ko se določeno osebo obravnava manj ugodno kot drugo v primerljivi situaciji, in sicer zaradi rasne oziroma etnične pripadnosti, vere in prepričanja, invalidnosti, starosti ali spolne usmerjenosti.
O posredni diskriminaciji govorimo takrat, ko na videz nepristranski ukrep, kriterij oziroma ravnanje postavlja posameznika v neugoden položaj na podlagi rasne oziroma etnične pripadnosti, veroizpovedi ali prepričanja, invalidnosti, starosti oziroma spolne usmerjenosti, razen če postopek objektivno utemeljuje legitimna namera.
Po trenutno veljavnih predpisih v RS se kot diskriminacija šteje tudi nadlegovanje: »Nadlegovanje je nezaželeno ravnanje, temelječe na kateri koli osebni okoliščini, ki ustvarja zastrašujoče, sovražno, ponižujoče, sramotilno ali žaljivo okolje za osebo ter žali njeno dostojanstvo.«
Prav tako je prepovedana viktimizacija, tj. izpostavljanje osebe, ki opozarja na diskriminacijo oziroma ukrepa (bodisi v svojem imenu ali v imenu koga drugega), neugodnim posledicam.